# برند شوستر
برنهارد "برند" شوستر (به آلمانی: Bernd Schuster) (زادهٔ ۲۲ دسامبر ۱۹۵۹ در آوگسبورگ) بازیکن سابق فوتبال و مربی کنونی فوتبال اهل آلمان می‌باشد.
برند شوستر، نقش چندان پررنگی در تیم ملی آلمان ایفا نکرده‌است، اما می‌توان او را یکی از بهترین و تکنیکی‌ترین هافبک های جهان در دهه‌ی ۸۰ دانست.
وی در دوران اوج خود بهترین و خلاق ترین بازیکن بارسلونا بود که باتوجه به تکنیک و شوتزنی و گلزنی موثر آنطور به حق واقعی خود در فوتبال جهان نرسید.
وی در مسابقات جام ملت‌های اروپا ۱۹۸۰ عضو تیم ملی آلمان غربی بود و در دو بازی از چهار بازی این تیم حضور داشت که در پایان تیم آلمان غربی به مقام قهرمانی این دوره از مسابقات جام ملت‌های اروپا دست یافت. شوستر تا ۲۴ سالگی عضو تیم ملی کشورش بود و ۲۱ بازی ملی و ۳ گل ملی در کارنامهٔ خود دارد.
شروع فعالیت او در سرمربیگری تیم فورتونا کلن در سال ۱۹۹۷ میلادی بود.

## آمار بازی‌های ملی
| تیم ملی آلمان | تیم ملی آلمان | تیم ملی آلمان |
| سال           | تعداد بازی    | تعداد گل      |
| ------------- | ------------- | ------------- |
| ۱۹۷۹          | ۵             | ۰             |
| ۱۹۸۰          | ۶             | ۱             |
| ۱۹۸۱          | ۳             | ۲             |
| ۱۹۸۲          | ۱             | ۰             |
| ۱۹۸۳          | ۴             | ۱             |
| ۱۹۸۴          | ۲             | ۰             |
| مجموع         | ۲۱            | ۴             |

## افتخارات

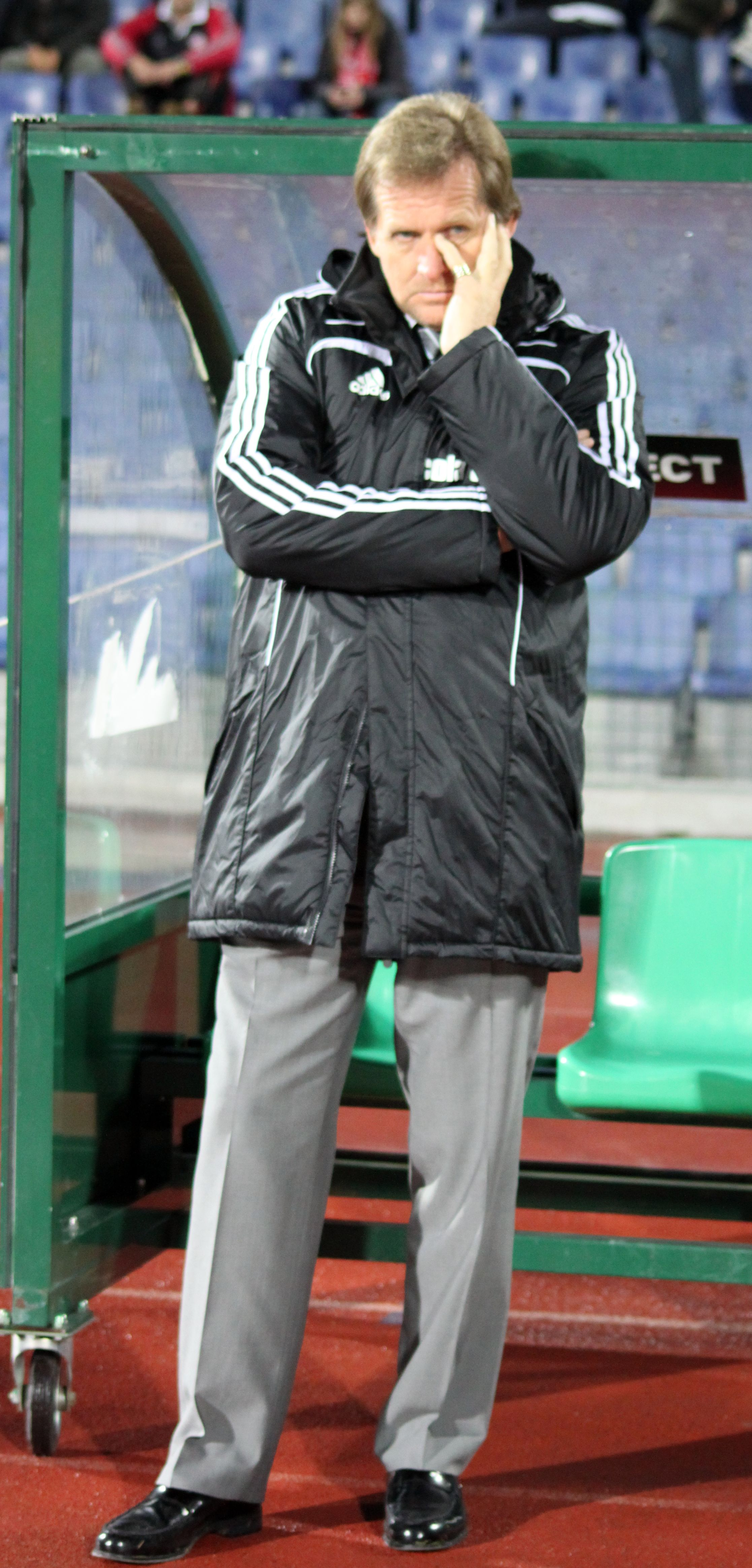
برند شوستر در زمان مربیگری در تیم بشیکتاش ترکیه

### بازیکن
- بارسلونا
  - لا لیگا: ۱۹۸۵
  - کوپا دل ری: ٬۱۹۸۱ ٬۱۹۸۳ ۱۹۸۶
  - جام در جام اروپا: ۸۲-۱۹۸۱
  - سوپر جام اسپانیا: ۱۹۸۳
  - کوپا دی لالیگا: ٬۱۹۸۳ ۱۹۸۶
  - لیگ قهرمانان اروپا:
    - نایب قهرمانی: ۱۹۸۶
- رئال مادرید
  - لا لیگا: ٬۱۹۸۹ ۱۹۹۰
  - کوپا دل ری: ۱۹۸۹
  - سوپر جام اسپانیا: ۱۹۸۹
- اتلتیکو مادرید
  - لا لیگا:
    - نایب قهرمانی: ۱۹۹۱

  - کوپا دل ری: ٬۱۹۹۱ ۱۹۹۲
- تیم ملی آلمان
  - جام ملت‌های اروپا: ۱۹۸۰

### مربیگری
- ختافه
  - کوپا دل ری:
    - نایب قهرمانی: ۰۷-۲۰۰۶
- رئال مادرید
  - لا لیگا: ۰۸-۲۰۰۷
  - سوپر جام اسپانیا: ۲۰۰۸

### فردی
- لا لیگا: جایزه دون بالون برای بهترین بازیکن خارجی ٬۱۹۸۵ ۱۹۹۱
- تیم منتخب جام ملت‌های اروپا: ۱۹۸۰
- توپ طلای اروپا: نفر دوم ۱۹۸۰ - نفر سوم ۱۹۸۱ و ۱۹۸۵
- لا لیگا: جایزه میگوئل مونوز برای بهترین مربی سال ۲۰۰۶